# Грінбург (Нью-Йорк)
Грінбург (англ. Greenburgh) — місто (англ. town) в США, в окрузі Вестчестер штату Нью-Йорк. Населення — 88 400 осіб (2010). Західний кордон міста проходить по березі річки Гудзон і розділяє Вестчестер з сусіднім округом Рокланд. Місто перетинає шосе 87.

## Демографія
Згідно з переписом 2010 року, у місті мешкало 88 400 осіб у 33 495 домогосподарствах у складі 22 804 родин. Було 35452 помешкання
Расовий склад населення:
| - 69,2 % — білих - 12,6 % — чорних або афроамериканців - 10,4 % — азіатів - 0,2 % — корінних американців - 4,8 % — осіб інших рас |

До двох чи більше рас належало 2,7 %. Частка іспаномовних становила 14,0 % від усіх жителів.
За віковим діапазоном населення розподілялося таким чином: 23,0 % — особи молодші 18 років, 60,7 % — особи у віці 18—64 років, 16,3 % — особи у віці 65 років та старші. Медіана віку мешканця становила 42,8 року. На 100 осіб жіночої статі у місті припадало 89,5 чоловіків; на 100 жінок у віці від 18 років та старших — 84,6 чоловіків також старших 18 років.
Середній дохід на одне домашнє господарство становив 168 520 доларів США (медіана — 120 256), а середній дохід на одну сім'ю — 202 449 доларів (медіана — 150 082). Медіана доходів становила 88 975 доларів для чоловіків та 75 394 долари для жінок. За межею бідності перебувало 4,8 % осіб, у тому числі 3,7 % дітей у віці до 18 років та 7,9 % осіб у віці 65 років та старших.
Цивільне працевлаштоване населення становило 49 202 особи. Основні галузі зайнятості: освіта, охорона здоров'я та соціальна допомога — 29,8 %, науковці, спеціалісти, менеджери — 16,2 %, фінанси, страхування та нерухомість — 10,4 %, мистецтво, розваги та відпочинок — 8,0 %.